# 尚賢 (墨家)
尚賢，墨家思想之一，尚賢即用人唯才。尚，同「上」。亦有尊重，崇尚的意思。賢亦可解作多才。墨子所著的〈尚賢〉，共有上、中、下三編，主要解說用人唯才及選賢與能。

## 思想形成背景
墨子認為王公大人治理國家都希望國家富足，人民眾多，惟都事與願違。而且政治不見清明，亂作一團。墨子認為原因大多出現於王公大人未能選賢與能，國家雖有眾多賢士但未能得到重任，所以勸喻國公大人培養眾賢。並盡可能使他們富有、尊貴、敬重和讚美他們。

## 選賢合義
墨子表示，古代聖王從事政治時曾說過一句說話：「不義的人不應讓他富有，不義的人不應讓他尊貴，不義的人不應跟他親密，不義的人不應跟他接近。」因此富貴、尊貴、跟國君親密、跟國君接近的人，都一同說：「現在國君只用有義的人，以前我們所仗賴的方法都行不通了，我們只能行義了。」故此人人都爭著行義。因此，墨子又勸喻王公大人，即使是農民或是商人，只要有能力的都要加以起用，並且以功績定爵位、以功勳定俸祿、以官職定權力。因為爵位不高人民就不尊敬、俸祿不高人民就不信任、沒有權力人民就不會畏服。有才能的就起用，無才能的撤下；以公義提拔人，不以私怨罷免人。隨後墨子又以堯、禹、湯的任命方式說明用人唯才的重要性，並一再強調這才是政治的根本。